# سد كاواكامي
سد كاواكامي هو سد الجاذبية يقع في محافظة ميه في اليابان. يستخدم السد للسيطرة على الفيضانات وإمدادات المياه. تبلغ مساحة مستجمعات السد 54.7 كيلومتر مربع. ويحجز السد حوالي 104 هكتار من الأراضي عند اكتماله ويمكنه تخزين 31000 ألف متر مكعب من المياه. بدأ بناء السد في عام 1981. 